# 高崧 (东晋)
高崧（？—366年），字茂琰，小字阿酃。广陵郡临沂县（今江苏扬州）人，中国東晋人物，光禄大夫高悝之子。

## 生平
高崧少年好学，善史书。何充为揚州刺史，高崧为州主簿。转任驃騎主簿，州举秀才，任太学博士。父亲死後辞職，高悝因为纳妾致讼被罢黜，高崧自系廷尉讼冤，停丧五年不葬，上疏数十回。元帝下诏回復他父亲的名誉，嗣爵建昌伯。任中書郎、黄門侍郎。
会稽王司馬昱輔政，召高崧为撫軍司馬。当時征西大将军桓温北伐，軍队進駐武昌，司馬昱对他猜忌。高崧为司馬昱起草书信致桓温，阻止北伐，劝桓温还镇。高崧担任騎都尉，转任謝尚属下鎮西長史。累進侍中，晋哀帝信方士之言，断谷饵药求长生，高崧力谏不听，哀帝中毒而亡。高崧后因公事免官。366年（太和元年）八月廿二日，于家中去世。高崧去世之後，葬在位于现今南京师范大学仙林校区的家族墓地，墓地在1998年6月被发现。
1998年6月，南京师范大学仙林校区进行道路施工时，发现了东晋名臣、建昌伯高崧家族墓。三座墓中出土大量精美随葬品，无论数量还是质量在同时期墓葬中都属罕见，轰动了学术界。东晋高崧家族墓考古入选了“1998年度全国十大考古发现”。2013年，高崧家族墓和另外几座孙吴家族墓葬一起以“仙鹤观六朝墓地”之名被定为全国重点文物保护单位。
家族墓地已经发掘的有7座（包括高悝夫妇，以及高崧夫妇等），另外专家认为还有4座未被发掘的墓地。位于南师大仙林校区内的高崧家族墓共有三座，分别编号为M2、M6、M3。墓中出土的金银、铜铁、玉石、玻璃、琥珀、水晶、陶瓷等各种质地文物多达400余件，又以成组成套的玉器和各类金银器最为引人注目，其数量之多，品类之全，工艺之精湛，连见多识广的考古专家都叹为观止。
高崧家族墓另一突出特点是墓主身份较明确。南京历史学家王志高介绍，M2墓中发现了墓志，证明墓主是东晋建昌伯高崧及其夫人谢氏。M6、M3中虽然没有发现墓志，但可推测M6的墓主是高崧父母高悝夫妇。高悝曾任丹阳尹，是当时都城建康（南京）最高行政长官；M3墓主是高崧之子高耆夫妇，高耆官至散骑常侍。
而且高崧家族墓地的发掘，也为部分学者提供一些新解。比如，《晋书·高崧传》记载，高悝晚年曾因纳妾之事而被罢黜官爵，高崧无奈之下，五年后才将父亲葬到仙鹤观。仔细分析史料后发现，高悝之所以被“停丧五年不葬”，并非因为史书中记载的“纳妾”，而是卷入了朝堂上外戚庾氏兄弟与王导、何充等元勋旧臣的权力之争，不幸被剥夺爵位。一直到庾氏兄弟失势后，高氏的爵位才被皇帝下诏恢复，之后高崧按照光禄大夫和建昌伯的身份隆重安葬了父亲。
在高悝墓中，专家发现了玉组佩、铜砚、鎏金砚滴、玻璃碗等珍贵文物。玻璃碗是由波斯萨珊王朝传入东晋的珍奇之物，在当时就极其罕见。高悝墓随葬文物数量之多、等级之高，充分说明：高崧想通过体面的厚葬宣示父亲高悝沉冤得雪，高氏家族再度兴盛。

## 家庭

### 妻
会稽謝氏（？ - 355年12月7日）

### 子
高耆（散騎常侍）